# Pranie
Pranie (niem. Pranie, 1908–1945 Seehorst) – osada leśna w Polsce, w sołectwie Krzyże, położona w województwie warmińsko-mazurskim, w powiecie piskim, w gminie Ruciane-Nida na obszarze Puszczy Piskiej i nad Jeziorem Nidzkim. W Leśniczówce Pranie znajduje się Muzeum Konstantego Ildefonsa Gałczyńskiego.
W latach 1975–1998 miejscowość administracyjnie należała do województwa suwalskiego.